# Polonisz
Polonisz – wieś w Polsce położona w województwie wielkopolskim, w powiecie kolskim, w gminie Babiak.
Leży około 2,5 kilometra na wschód od Babiaka; 2,5 km na zachód od Brdowa; 18 km na północ od Koła i około 122 km na wschód od Poznania. Wieś dzieli się na: Polonisz I, Polonisz II, Polonisz III i Polonisz IV.
W latach 1975–1998 miejscowość administracyjnie należała do województwa konińskiego.

## Znani ludzie urodzeni w miejscowości
W miejscowości urodziła się Stefania Sempołowska polska nauczycielka i działaczka oświatowa, bojowniczka o prawa dziecka, dziennikarka i pisarka.